# Imer Selmani
Imer Selmani, född 1968 i Skopje, är en läkare och politiker i Nordmakedonien, tillhörande partiet Ny demokrati. Selmani var tidigare hälsovårdsminister. Han startade partiet Ny demokrati 2008 efter att ha lämnat det etniskt albanska partiet DPA.
Selmani var en av de viktigaste utmanarna till kristdemokraten Gjorge Ivanov i presidentvalet i Makedonien, våren 2009. Det sågs som valets stora överraskning, eftersom Selmani tillhör landets albanska minoritet. Han fick omkring 15 % av rösterna, vilket var dubbelt så mycket som företrädarna för de två stora albanska partierna DUI och DPA.
Han talade under sin presidentkampanj mycket om enighet mellan olika folkgrupper och lyckades också erövra en hel del röster bland etniska makedonier Selmani har kallats "Makedoniens Barack Obama", sedan han själv sagt att "tiden har kommit för Makedonien att få sin egen Obama, med andra ord, för en etnisk alban att bli president".